# Chlamydopsis serricollis
Chlamydopsis serricollis är en skalbaggsart som beskrevs av Lea 1914. Chlamydopsis serricollis ingår i släktet Chlamydopsis och familjen stumpbaggar. Inga underarter finns listade i Catalogue of Life.